# Галибин, Николай Иванович
Николай Иванович Галибин (1919—1972) — советский и российский военный деятель, старшина Рабоче-крестьянской Красной Армии, участник Великой Отечественной войны, Герой Советского Союза (1945).

## Биография
Николай Галибин родился 2 января 1919 года в деревне Чураково (ныне — Юрьев-Польский район Владимирской области) в крестьянской семье. Получил начальное образование, работал в колхозе. В июле 1941 года он был призван на службу в Рабоче-крестьянскую Красную Армию. С 10 августа того же года — на фронтах Великой Отечественной войны. Участвовал в боях на Калининском, Сталинградском, 4-м Украинском, 1-м Прибалтийском фронтах. В боях четыре раза был ранен. К январю 1945 года старшина Николай Галибин воевал в составе сапёрного взвода 51-го отдельного сапёрного батальона 13-го гвардейского стрелкового корпуса 43-й армии 3-го Белорусского фронта. Отличился во время штурма Кёнигсберга.
Ещё 13 января 1945 года при прорыве вражеской обороны юго-восточнее Гумбиннена Галибин был ранен и тяжело контужен, но пред штурмом столицы Восточной Пруссии, несмотря на то, что ещё не был вполне здоров, заменил собой выбывшего из строя командира взвода. 6 апреля 1945 года под массированным вражеским огнём сапёры Галибина проделали проходы в проволочных заграждениях и минных полях в направлении высоты у населённого пункта Вальдгартен, где находился мощный форт Кёнигсбергского укреплённого района. Вместе с тремя сапёрами Галибин блокировал немецкий дот с тремя пулемётами и взорвал его. Продвигаясь вперёд, сапёры обошли форт, проведя за собой пехотные подразделения. Оказавшись в окружении, гарнизон форта капитулировал. 7 апреля Галибин с группой сапёров блокировал каменный дом на окраине Кёнигсберга, превращённый противником в мощный опорный пункт. Галибин заложил фугасное взрывное устройство под дом, уничтожив его.
Указом Президиума Верховного Совета СССР от 19 апреля 1945 года за «проявленный героизм в боях за город Кёнигсберг» старшина Николай Галибин был удостоен высокого звания Героя Советского Союза с вручением ордена Ленина и медали «Золотая Звезда».
После окончания войны Галибин был демобилизован. Проживал и работал в Москве. Скончался 23 декабря 1972 года, похоронен на кладбище посёлка Мамонтово Пушкинского района Московской области.
Был также награждён орденом Красного Знамени, двумя орденами Красной Звезды, медалью «За отвагу» и рядом других медалей.

## Память
В 2005 году в селе Горки была установлена мемориальная плита Герою Советского Союза Галибину Николаю Ивановичу. Она перенесена из деревни Чураково, где родился Николай Иванович, т. к. в 1986 году деревня была признана как фактически не существующей.